# エリック・ポールマン (生物医学者)
エリック・ポールマン（Eric Poehlman、1956年 - ）は、米国・バーモント大学医学部・教授の男性の生物医学研究者で、ヒトの肥満と老化の内分泌学に関する研究で200報以上の論文を発表し、著名な研究者だった。しかし、2001年、データ捏造・改竄が発覚し、2001年9月、バーモント大学を退職した。2006年、バーモント地方裁判所により、17件の研究費申請書と10報の論文のデータ捏造・改竄を犯した罪で刑期1年1日の収監が裁定された。研究不正で収監された最初の米国研究者となった。

## 経歴と研究
1987年、31歳の時、バーモント大学(UVM)医学部にポスドクに採用された。その後、助教授、準教授に昇格したが、1993年にボルティモアのメリーランド大学・準教授に転籍した。3年後の1996年、40歳の時、バーモント大学医学部に準教授として戻り、後に教授になった。彼は、20年間にわたる研究で200報を超える論文を書き、老化に伴う物質代謝、特に閉経に伴う物質代謝とホルモンの関係について優れた研究業績を上げ、この分野の権威という評判を得た。彼の論文は、肥満の遺伝学、運動の重要性にも及んだ。
一般に、ヒトは、エネルギー調節に関して、蓄積するエネルギーと消費するエネルギーの間にインバランスがある。彼の仮説は、このインバランスは加齢と共に大きくなり、特に、女性の閉経で大きくなる。インバランスが大きくなると、筋肉量が減り、体脂肪が増える。それで、老人は肥満になりやすく、心疾患を患いやすくなる。だから物質代謝を促進するホルモンを投与すれば、インバランスが小さくなり、肥満が減少し。心疾患も減少する。この仮説は広く受け入れられ、多くの人が認めているホルモン補充療法に1つの基盤を与えた。

## 不正の発覚
ニューヨーク・タイムス紙の記事を中心に、「全体の参考文献」の内容を加味すると、以下のようだ 。
ポールマンは、患者の加齢とともに、脂質の1種である低比重リポタンパク(LDL)が血液中に増加すると予想した。低比重リポタンパク(LDL)は動脈にコレステロールを沈着させる作用がある。同時に、加齢とともに、今度は逆に、血液中の高比重リポタンパク(HDL)が減少すると予想した。高比重リポタンパク(HDL)は肝臓にコレステロールを運び、コレステロールは肝臓で分解される。それまでの数十年間の情況証拠は、加齢とともに脂質レベルが悪化することを支持していたので、ポールマンの仮説は生物医学研究界にすんなり受け入れられた。ポールマンは、患者の血液中の脂質を測定することで、この仮説を実証しようと考えた。
1998年、ポールマンを師と仰ぐ22歳の若い男性・ウォルター・デニーノ（Walter DeNino）がポールマン研究室のテクニシャンとして採用された。
2000年の10月、決定的なことが起こった。
デニーノは、共同研究として行なっている患者の血液中の脂質データを論文にするよう、ポールマンに命じられた。デニーノは早速、脂質データの統計解析を行ったが、データはポールマンの仮説と合わなかった。ポールマンにデータを見せると、ポールマンは患者の元データが自宅にあるから検討すると、データの電子ファイル（マイクロソフト・エクセル）を自宅に持ち帰った。翌週、デニーノは、ポールマンからは電子ファイルを返してもらったが、その時、「いくつかの間違いがあったので、それを修正しておいた。もう一度、統計解析をしてくれ」とポールマンに依頼された。それで、デニーノは、電子ファイルを開けて、データの統計解析をし直した。すると、先週まではバラバラだったデータが、今度は全く整然としていて、仮説通りに、加齢と伴にHDL値は減少し、LDL値は増加していた。
デニーノは不思議に思い、元のデータ一覧表とポールマンが彼に渡してくれたデータ一覧表を比較した。1回目の血液検査と2回目の血液検査を比較すると、元のデータ一覧表では、多くの患者のHDL値は特定の傾向を示していなかった。あえて言えば、増加の傾向にあった。しかし、ポールマンが改訂したデータ一覧表では、患者のHDLはどれも減少していた。
デニーノは、患者の元データと比較したいので見せてほしいとポールマンに頼んだ。ポールマンの返事は、元データは見せられないということだった。この時、デニーノは、患者の元データはポールマンの自宅にはなく、なにかおかしなことをしているのではないかと疑った。
それで、再度、データ一覧表をよく調べた。すると、ポールマンに変更された数値は、ポールマンの仮説に合わなかった数値だけで、変更されなかった数値は、ポールマンの仮説に合った数値だけだった。デニーノは驚いて、何度も、データ一覧表を見直した。
2000年末、デニーノは、バーモント大学にポールマンの不正研究の告発をし、退職した。
2000年12月28日、バーモント大学はポールマンの不正研究の告発を正式に受理した。バーモント大学はすぐに調査委員会を設置し、調査を開始した。
2001年9月、ポールマンはバーモント大学を退職した。
2002年4月18日、バーモント大学の最終調査報告書（2002年4月18日）が公表された。最終調査報告書によると、ポールマンが不正研究をしたのは明白であると結論した。今回の不正は、1999年5月から2000年にかけてされていた。
2004年5月28日、デニーノは、バーモント地方裁判所にポールマンを虚偽請求取締法（en:False Claims Act）31 U.S. Code § 3730 違反で、「私人による代理訴訟（en:qui tam action）」を起こした。

## 不正の概略
詳細は「全体の参考文献」を参照。
1. 老化に関する研究：
ウォルター・デニーノが告発した捏造・改ざんデータ（上記）。1999年5月と2000年2月のNIHへの研究費申請書に捏造・改ざんデータを使用した。
2. 持続的運動の代謝に対する効果の研究：
持続的運動の代謝量への影響に関する1992年の論文「Metabolism 41(9):941-948, September 1992」の表2と図4、と1994年の論文「J. Appl. Physiol. 76(6):2281-2287, June 1994」の表2で交感神経活動の指標としてのノルアドレナリンのデータを偽造した。
3. 閉経の長期研究：
1995年11月発表の論文「Annals of Internal Medicine 123(9):673-675, November 1, 1995」で35人の女性の存在しない測定値を捏造した。
4. 肥満に関する研究：
肥満遺伝子の研究で3件の捏造をはじめ計16件の不正をした。
5. アルツハイマー病の研究：
1992年、1994年、1995年のNIHへの研究費申請書で架空のデータを捏造し対照実験として使用した。
6. 筋肉組織検査（バイオプシー）：
2000年2月のNIHへの研究費申請書で検査していない筋肉組織検査のデータを捏造した。

## 裁判
2005年3月17日（49歳の時）、ポールマンは、1992年から2000年のNIHの17件の研究費申請書と10報の論文に、データ捏造・改ざんがあったことを認めた。
2006年6月28日、バーモント地方裁判所は、ポールマンに、NIH（つまり米国政府）研究費申請書のデータねつ造に対して、刑期1年1日の連邦政府刑務所収監の刑罰を課した。研究不正で収監された最初の米国研究者である。政府側検察官とともに作成した有罪答弁取引では、ポールマンは1999年の54万2千ドルの研究費詐欺を認め、バーモント大学の民事訴訟費用に対して18万ドル、デニーノに弁護士費用として1万6千ドルを支払うことを認めている。
政府側検察官のデビッド・カービー(David V. Kirby)は、ポールマンはNIHだけでなく、アメリカ合衆国農務省（USDA）や国防総省からも研究費を得ていたので、政府から総額290万ドル（約2億9千万円）の研究費をだまし取ったと述べている。「これは、政府の研究費に余裕があれば研究して欲しかった他の科学研究に、本来は配分できたお金である。研究費予算から数百万ドルが不正に吸い上げられたことになる。有罪が証明するように、このような行為は許されません」と述べている。
バーモント地方裁判所・裁判官ウィリアム・セッションズ3世（William Sessions III）は、判決文を読み上げる前に、「私は、普通、犯罪をしないという抑止力が重要だと思っています。この事件では特にそうだったと思います。科学界には自律的な監視システムが働いていると期待しています」と述べた。また、裁判官セッションズは、「ポールマンが国民の科学への信頼を裏切りました」とポールマンの不品行を叱責した。
ポールマンは、刑期に加えて、今後、連邦政府の研究費を取得することを永久に禁じられた。また、裁判官は、掲載編集局に論文を撤回する手紙を書くことをポールマンに命じた。